# Reza Mohammadi Langroudi
Reza Mohammadi Langroudi (3 de agosto de 1928-7 de marzo de 2020) fue un clérigo chií o imán iraní con el rango de ayatolá. Fue representante del Líder Supremo iraní Alí Jamenei en la ciudad de Langroud.
Reza Mohammadi Langroudi fue alumno de Seyyed Hosein Boruyerdí, Ruhollah Jomeiní y Mohammad-Taqi Bahjat Foumani.
Durante la Revolución Islámica de 1979, jugó un papel influyente en las marchas. Durante un tiempo, fue el imán temporal del viernes de Langroud y Amlash. 
Falleció a los noventa y un años como resultado de la pandemia global de coronavirus de 2019-2020 (COVID-19) el 7 de marzo de 2020.